# Wańka Wstańka
Wańka Wstańka & The Ludojades – polski zespół rockowy, powstały w 1986 roku w Rzeszowie.

## Historia
Zespół powstał z inicjatywy Krzysztofa „Bufeta” Bary (wokal) i Piotra „Mizernego” Liszcza (gitara, wokal), muzyków grających wcześniej w zespole 1984. W pierwszym składzie znaleźli się także Janusz „Jasiu” Gajewski (perkusja), Paweł „Czester” Tauter (śpiew) i Wojtek „Pancerny” Trześniowski (gitara basowa). W 1987 doszli Wojciech Pieczonka (gitara basowa) i Sławomir Starosta (instrumenty klawiszowe).
W 1987 zespół wystąpił na festiwalu w Jarocinie, gdzie jednym z hitów stał się „Leżajski full” wykonywany na melodię „El cóndor pasa”, który bił rekordy popularności także w Rozgłośni Harcerskiej. Zapis koncertu w Jarocinie rozprowadzany był na kasetach pt. In Concert Live in Jarocin ’87. W latach 1987–1988 zespół dużo koncertował i w 1988 powstał materiał na pierwsze oficjalne wydawnictwo grupy – kasetę pt. Na żywca, której reedycja ukazała się w 1993.
W latach 1988–1991 zespół zawiesił działalność i wznowił ją w nieco innym składzie z udziałem basisty Marka Kisiela i perkusisty Dariusza „Czarnego” Marszałka. Nagrany zostaje materiał na kasetę pt. Rzeszowski full i płytę Popelina, gdzie gościnnie wystąpiła też Justyna Steczkowska. Zespół występuje sporadycznie do 1996, kiedy znów zawiesza działalność do 1999. Po reaktywacji zespół nagrywa materiał na nową, nigdy niewydaną płytę pt. Zbrodnia przeciw komercji oraz ukazują się zremiksowane utwory z Popeliny. W 1999 zespół ponownie zawiesza działalność, a część członków zespołu z zakłada formację V.A.M.P. (Virtual Analogue Music Production), która po roku rozpada się po nagraniu minialbumu pt. Dark boogie.
W lutym 2006 roku, MIZERNY zaczyna ponownie pracować z Leszkiem LASZLO Dobrzańskim (perkusistą grupy MODELN – pierwszego zespołu BUFETA i MIZERNEGO, który później przerodził się w 1984), podejmując kolejną próbę reaktywacji zespołu. Oprócz wspomnianej dwójki i oczywiście BUFETA do zespołu dołącza na basie Jacek FAJA Bartosiewicz i w takim składzie zespół działa do maja 2006 roku, kiedy to z powodu nagłego wyjazdu Jacka do Anglii, następuje kolejna zmiana. Zespół po raz pierwszy w swojej historii doczekał się basistki. Znana wcześniej z chórków wokalistka Barbara EKKE Mikulska zastąpiła FAJĘ. W czerwcu 2007 r. ukazuje się nowa płyta Rzeczniepospolita. W roku 2011 i 2012 BUFET z zespołem zaangażował się w pomoc i organizację koncertów charytatywnych Help Maciek dla ciężko chorego przyjaciela Macieja Miernika. Obecnie rolę basisty pełni Wojciech Dąbrowski, gitarzysta zespołów Gotham City, Paproszki oraz Sour Grapes.
28 listopada 2017 r. Krzysztof „Bufet” Bara zmarł. Został pochowany 1 grudnia 2017 r. na cmentarzu Wilkowyja w Rzeszowie.
W marcu 2018 roku ukazuje się płyta Stereo nagrana jeszcze z Krzysztofem „Bufetem” Barą.

## Dyskografia
- In Concert Live in Jarocin ’87 – MC Out Law 1987[a]
- Na żywca – MC Polton 1988
- Rzeszowski full – MC Bass Records 1991
- Popelina – MC Akar 1993
- Zbrodnie przeciw komercji (nagrany w 1999 album nie został wydany)
- Rzeczniepospolita – CD Love Industry 2007
- Stereo – CD SSiAUR 2018
- Mielonka rzeszowska – LP Pasażer 2021[6]

Inne
- Help Maciek 2 Live (2015)[7][8][9]